# North Arlington
North Arlington ist eine Stadt im Bergen County, New Jersey, USA. Das U.S. Census Bureau hat bei der Volkszählung 2020 eine Einwohnerzahl von 16.457 ermittelt.

## Geographie
Nach den Angaben des United States Census Bureaus hat die Stadt eine Gesamtfläche von 6,8 km2, wovon 6,7 km2 Land und 0,1 km2 (1,53 %) Wasser ist.

## Demographie
Nach der Volkszählung von 2000 gibt es 15.181 Menschen, 6.392 Haushalte und 4.129 Familien in der Stadt. Die Bevölkerungsdichte beträgt 2.271,9 Einwohner pro km2. 89,61 % der Bevölkerung sind Weiße, 0,46 % Afroamerikaner, 0,14 % amerikanische Ureinwohner, 5,61 % Asiaten, 0,01 % pazifische Insulaner, 2,29 % anderer Herkunft und 1,87 % Mischlinge. 10,57 % sind Latinos unterschiedlicher Abstammung.
Von den 6.392 Haushalten haben 24,5 % Kinder unter 18 Jahre. 49,7 % davon sind verheiratete, zusammenlebende Paare, 11,1 % sind alleinerziehende Mütter, 35,4 % sind keine Familien, 30,9 % bestehen aus Singlehaushalten und in 14,3 % Menschen sind älter als 65. Die Durchschnittshaushaltsgröße beträgt 2,37, die Durchschnittsfamiliengröße 3,00.
18,0 % der Bevölkerung sind unter 18 Jahre alt, 7,6 % zwischen 18 und 24, 30,8 % zwischen 25 und 44, 24,2 % zwischen 45 und 64, 19,4 % älter als 65. Das Durchschnittsalter beträgt 41 Jahre. Das Verhältnis Frauen zu Männer beträgt 100:88,7, für Menschen älter als 18 Jahre beträgt das Verhältnis 100:84,1.
Das jährliche Durchschnittseinkommen der Haushalte beträgt 51.787 USD, das Durchschnittseinkommen der Familien 62.483 USD. Männer haben ein Durchschnittseinkommen von 41.512 USD, Frauen 34.769 USD. Der Pro-Kopf-Einkommen der Stadt beträgt 24.441 USD. 5,1 % der Bevölkerung und 3,4 % der Familien leben unterhalb der Armutsgrenze, davon sind 6,2 % Kinder oder Jugendliche jünger als 18 Jahre und 6,1 % der Menschen sind älter als 65.